# Cerkiew Narodzenia Najświętszej Maryi Panny w Wólce Żmijowskiej
Cerkiew pw. Narodzenia Najświętszej Maryi Panny w Wólce Żmijowskiej – drewniana  cerkiew greckokatolicka z 1896 znajdująca się w Wólce Żmijowskiej.
Od 1947 obiekt nieczynny kultowo.

## Historia obiektu
Cerkiew postawiono w latach 1894-96 z inicjatywy proboszcza ze Żmijowisk Kiryła Obuszkiewicza pod kierownictwem majstra ciesielskiego Józefa Hrybińskiego z Wielkich Oczu. Poświęcona w 1896. W 1898 malarz z Krakowa Stefan Fedorowski wykonał polichromię w sanktuarium oraz przemalował ikonostas zakupiony w Wierzbianach. Cerkiew odnawiano w 1914 i 1927. Dzwonnicę z 1878 rozebrano po II wojnie światowej na opał. Od 1947 po wysiedleniu ludności ukraińskiej, świątynia opuszczona i nieużytkowana. W 1991 roku przeprowadzono remont cerkwi z inicjatywy Pracowni Kultury Tęczy działającej pod auspicjami UNESCO. W 2014 wykonano remont konstrukcji dachu i wymieniono jego pokrycie.

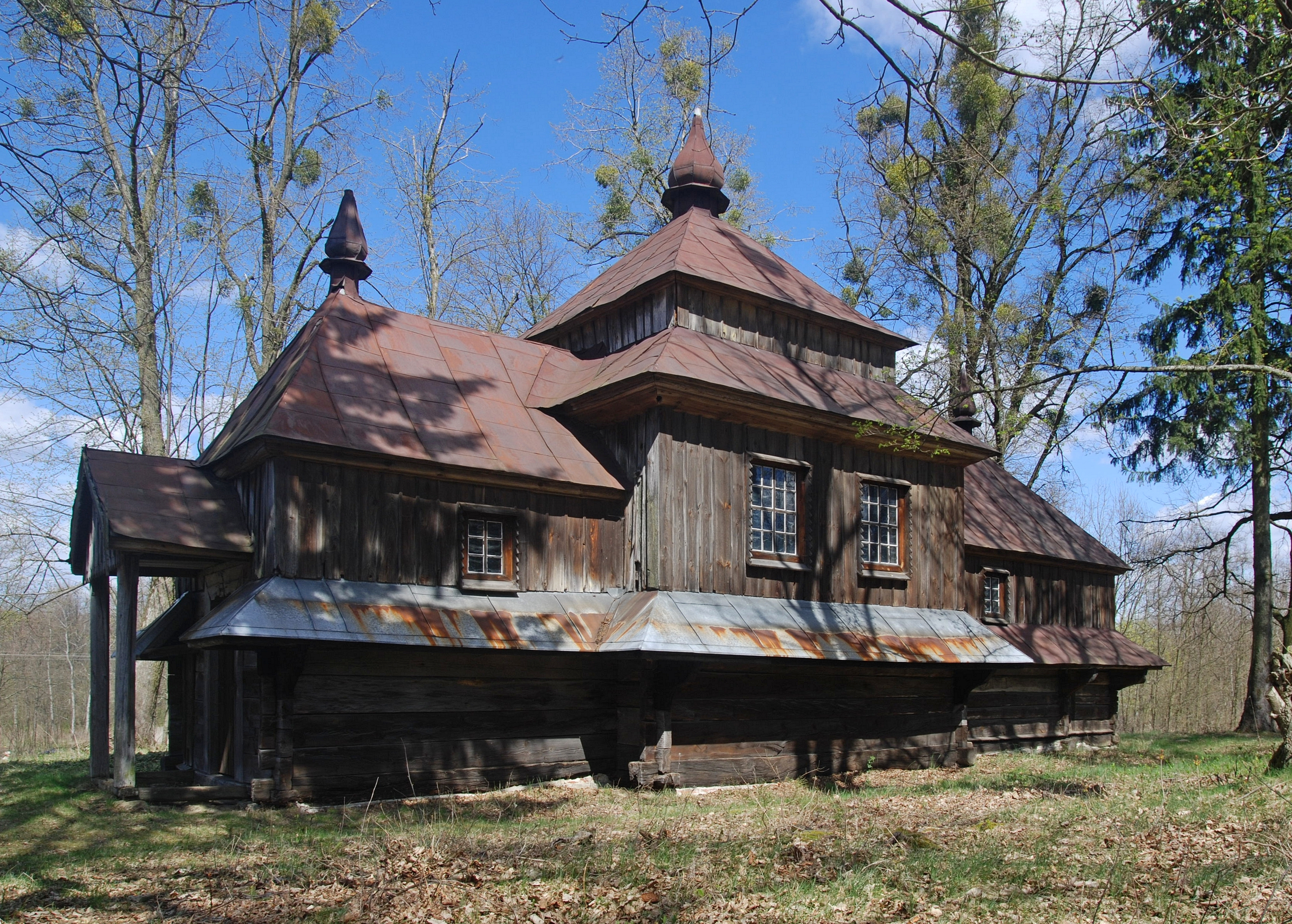
Widok od strony poł.-zach.
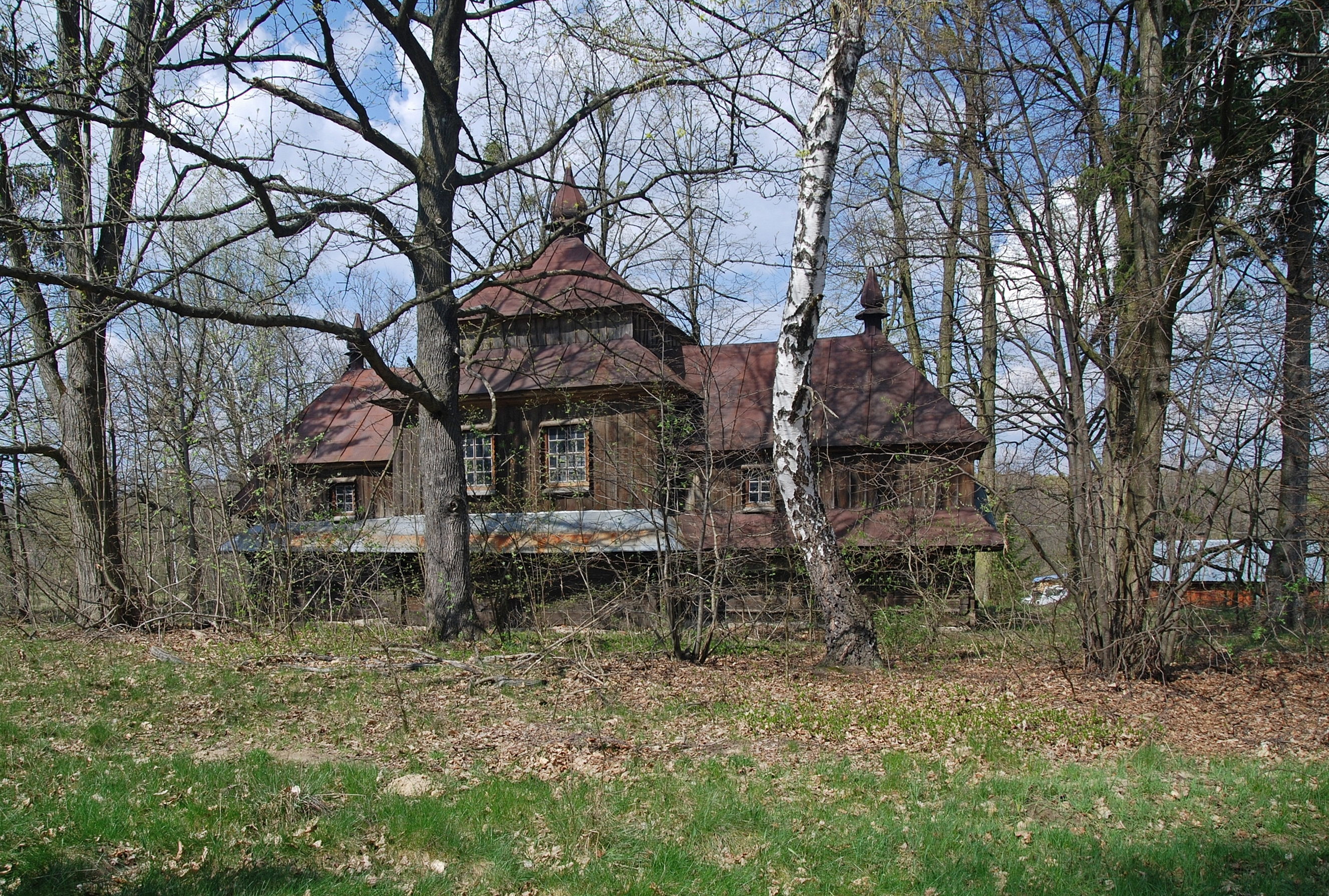
Elewacja południowa
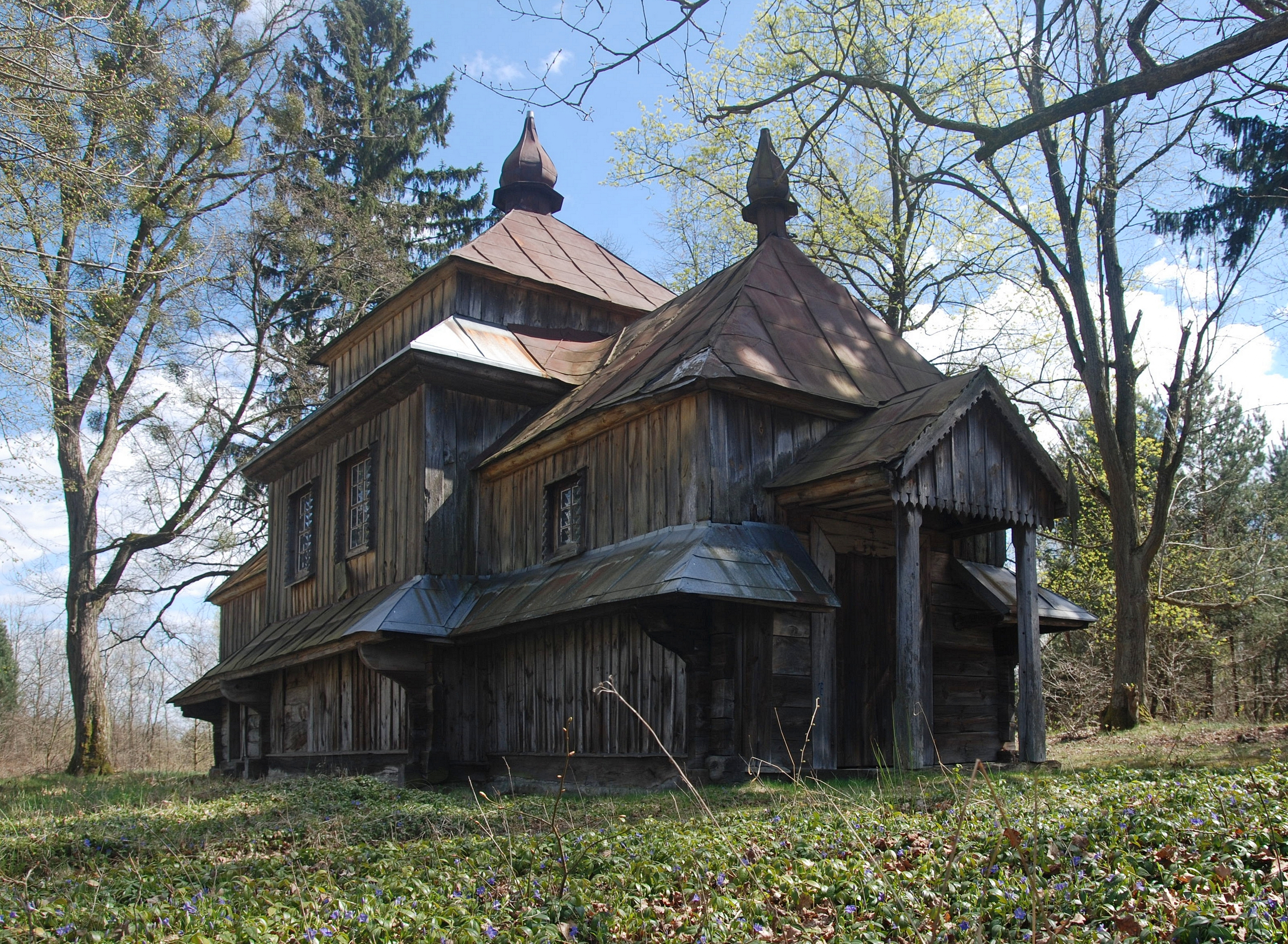
Widok od strony północnej

## Architektura i wyposażenie
Jest to budowla drewniana konstrukcji zrębowej zwęgłowanej na obustronny obłap z krytym czopem, trójdzielna, orientowana, posadowiona na otynkowanej podwalinie kamienno-ceglanej.
Wyposażenie nie zachowało się. W Muzeum Kresów w Lubaczowie znajduje się fragment ikonostasu z 1894 cerkwi w Wólce Żmijowskiej. We wnętrzu ściana ikonostasowa, fragmenty polichromii i zdewastowany chór. Cerkiew należała do parafii w Żmijowiskach.

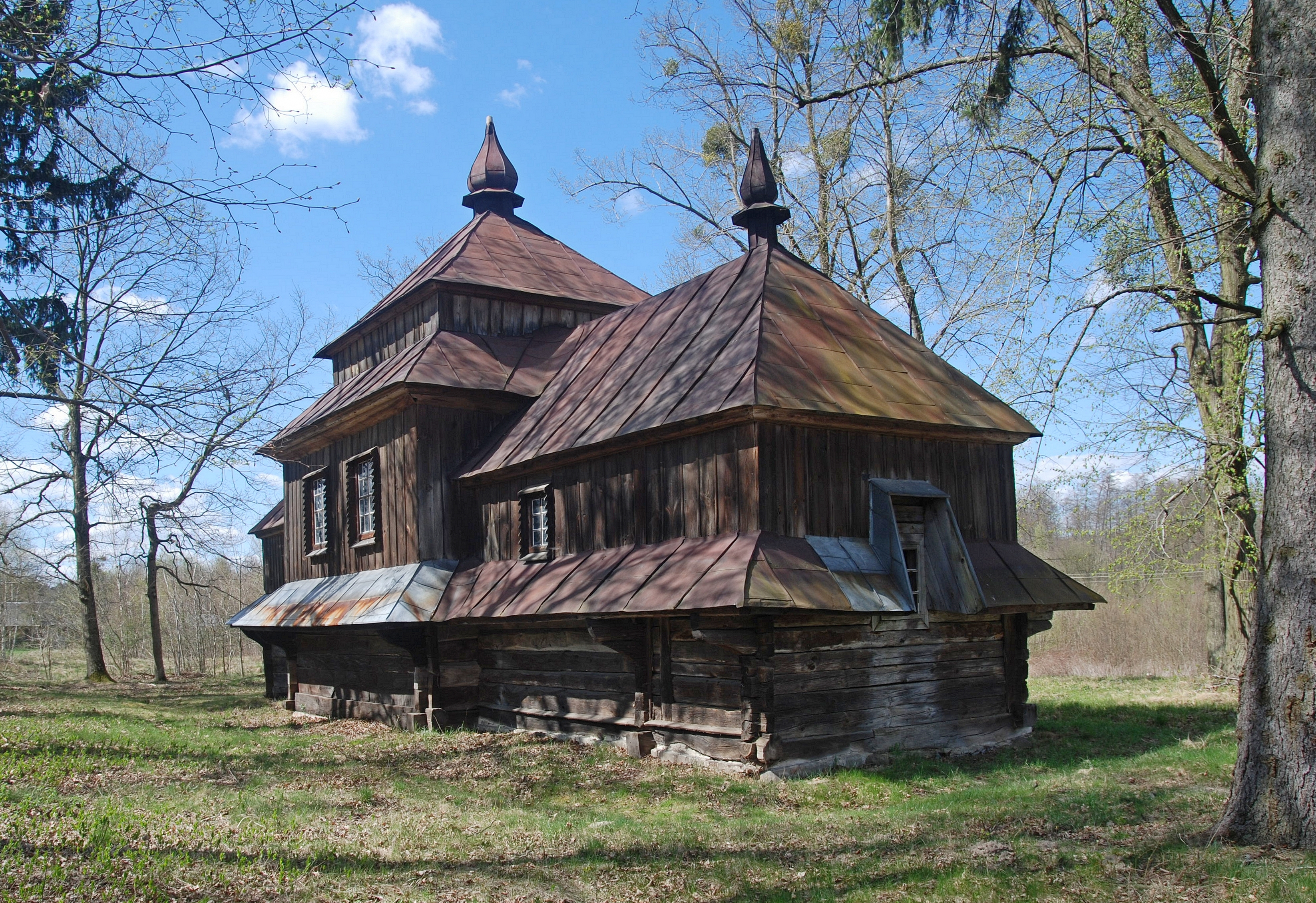
Elewacja poł.-wsch.
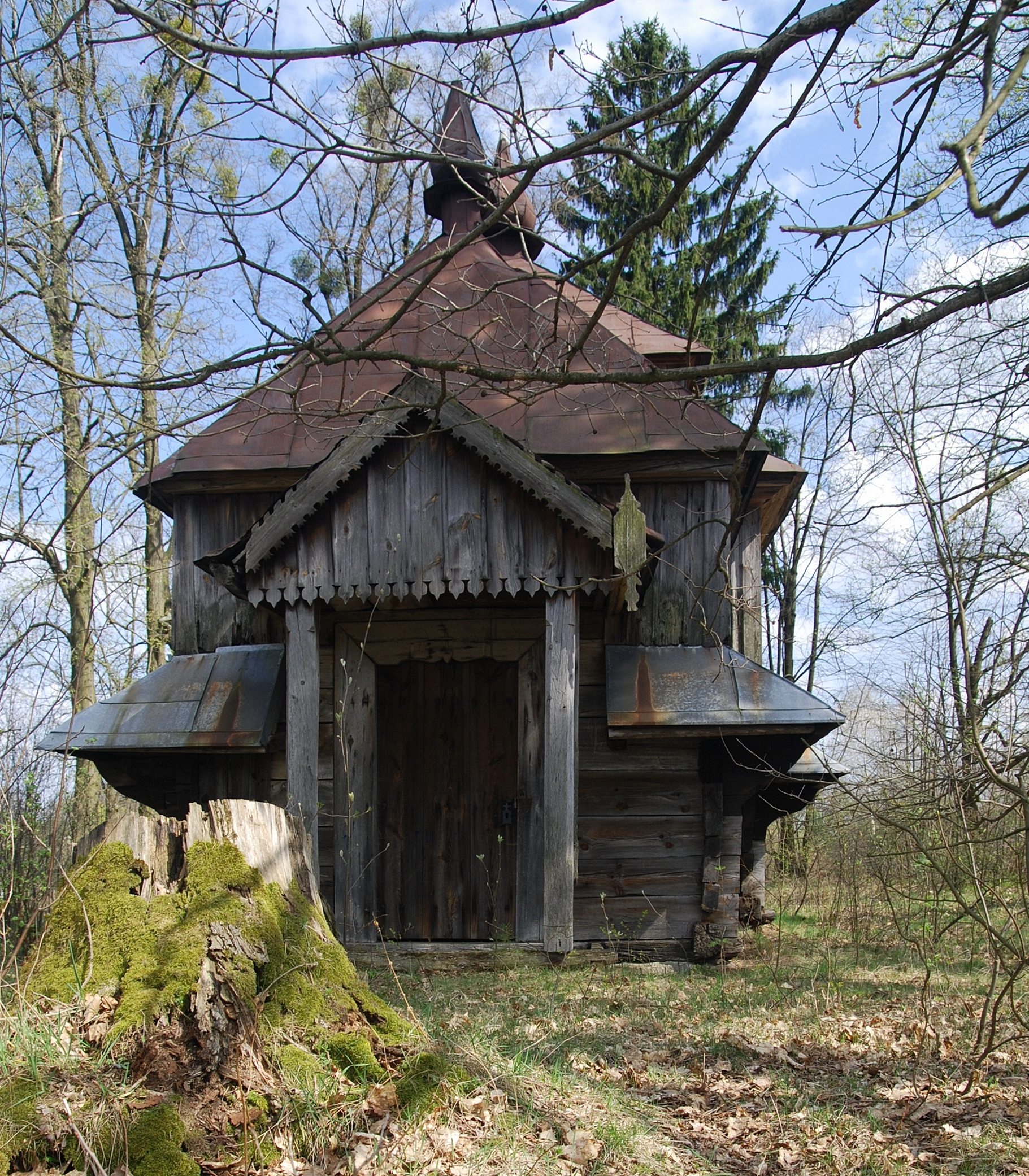
Elewacja frontowa
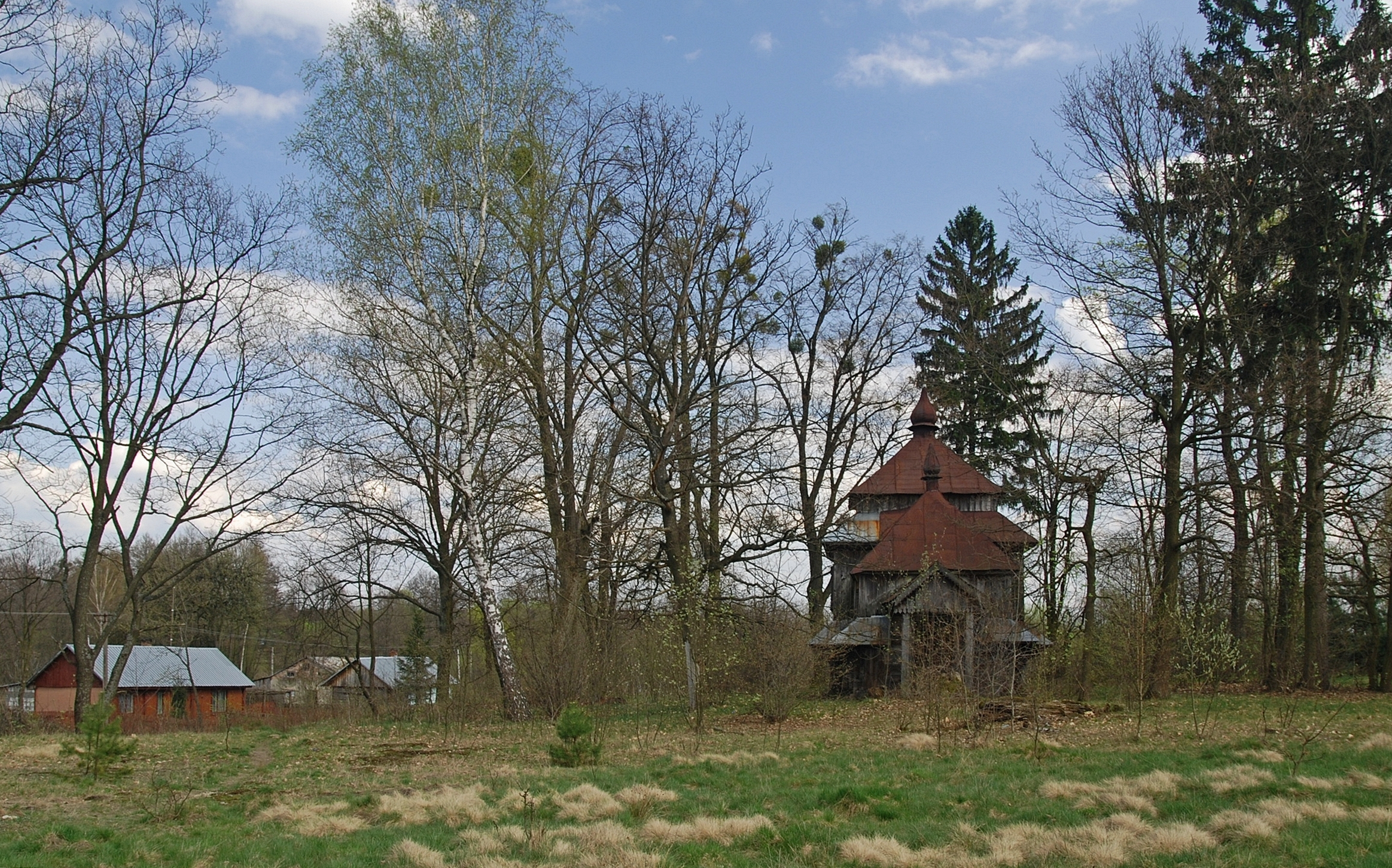
Widok ogólny